# Краковска авангарда
Краковска авангарда је назив за групу песника, окупљену око часописа „Скретница“ (пољ. Zwrotnica). Часопис је основао Тадеуш Пајпер у Кракову 1922. године. Излазио је у периодима од 1922. до 1923. и од 1926. до 1927. Групи су поред Пајпера припадали Јулијан Пшибош, Јан Бженковски и Јалу Курек.